# Уилсон, Райан
Райан Уилсон — американский легкоатлет, который специализируется в беге на 110 метров с барьерами. Серебряный призёр чемпионата мира 2013 года с результатом 13,13.
В настоящее время проживает в Лос-Анджелесе.

## Достижения
Золотая лига
- 2007:  ISTAF — 13,40 s
- 2008:  ISTAF — 13,30 s
- 2009:  ISTAF — 13,21 s

Бриллиантовая лига
- 2010:  Prefontaine Classic — 13,16 s
- 2010:  Athletissima — 13,21 s
- 2010:  Meeting Areva — 13,12 s
- 2010:  Herculis — 13,13 s
- 2010:  Weltklasse Zürich — 13,26 s
- 2012:  Aviva London Grand Prix — 13,18 s
- 2013:  Shanghai Golden Grand Prix — 13,25 s
- 2013:  Athletissima — 13,27 s

## Сезон 2014 года
18 мая занял 5-е место на соревнованиях Shanghai Golden Grand Prix — 13,44.